# Mariposa-espelho
A mariposa-espelho (Rosthschildia aurota) é uma mariposa da família dos saturniídeos, de ampla distribuição no Brasil. 
A espécie possui asas brilhantes, cujos tons variam entre o marrom, o castanho e o avermelhado, com uma linha transversal amarelada e quatro manchas triangulares transparentes. Sua lagarta tece um casulo de seda, mas desprovido de aproveitamento comercial satisfatório. Também é conhecida pelos nomes de bicho-da-seda-brasileiro, bicho-da-seda-do-brasil e borboleta-espelho.